# واسیله گرواپا
واسیله گرواپا (رومانیایی: Vasile Groapă؛ زادهٔ ۲۳ مارس ۱۹۵۵) وزنه‌بردار اهل رومانی بود.
وی در مسابقات کشوری و بین‌المللی در مجموع برندهٔ ۱ مدال نقره شده‌است.